# アメリカ合衆国上院
アメリカ合衆国上院（アメリカがっしゅうこくじょういん、英語: United States Senate）は、アメリカ合衆国議会を構成する両院のうち、上院にあたる議院である。
古代ローマの Senatus（元老院）が語源である。正式名称であるUnited States Senate を合衆国元老院（がっしゅうこくげんろういん）と訳す場合があるが、日本語では通常上院（じょういん）と記される。

## 語源
「上院 (upper house)」「下院 (lower house)」という言葉は、アメリカの首都がフィラデルフィアであった頃、議会が使用していた2階建ての公会堂（現在の独立記念館、当時の大きめな家屋と変わらないほどの小振りな建物）で、議員数の多い代議院 (House of Representatives) がその1階部分 (lower house) を、少ない元老院 (Senate) が2階部分 (upper house) を使用したことからこう呼ばれ始めたといわれる。

## 歴史
アメリカ合衆国憲法の制定者達は二院制議会を創設した。二院の内一院は輿論に敏感な人民の院（下院）として、そしてもう一院は各州を代表する院（上院）として作られた。各州を代表する上院議員は1913年にアメリカ合衆国憲法修正第17条が追加されるまで、有権者による投票ではなく州議会によって選出されていた。

## 構成
上院議員（senator）の定数は各州あたり2名ずつの計100名で、任期は6年間である。2年ごとに全上院議員の約3分の1ずつが改選される。上院議員は3組に分けられ、各州の上院議員2名は別の組に属する（それぞれの州で6年間のうち2回、1名の上院議員の改選があることになる）。2010年に選出され、2016年に改選される組が34名の上院議員を擁し、他の2組はそれぞれ33名の上院議員が属している。
選挙制度は各州を選挙区とする単純小選挙区制。選挙権は18歳以上。被選挙権は30歳以上、9年以上合衆国市民であり、選挙時に選出州の住民であることが求められる。
辞任や死亡により議員の欠員が発生した際には、選出州において補欠選挙を行い、欠けた議員の残りの任期を務める議員を選出する。補欠選挙の開催時期は州に任せられており、多くの州において補欠選挙は2年毎の下院議員等の選挙と併せて行われる。また、補欠選挙までの期間に置かれる臨時の議員を指名する権限を、州議会が州政府に与えることができる。
憲法第5条により、上院における各州平等の投票権を改める憲法改正を行うためには全ての州の同意が必要とされる（他の条項の改正は3⁄4の州の批准が要件）。また、州ではないワシントンD.C.は下院で本会議で議決権を持たない議員の選出と大統領選挙への参加が認められているものの、上院議員を選出することはできない。

## 権限
条約の批准と指名人事について、大統領に「助言と同意」を与える権限は上院のみが行使しうる。弾劾裁判においては下院による訴追に対して上院による裁判と役割が分担される。予算案および関連法案については下院に発議権がある。予算案を含むすべての法案が成立するためには上下両院での承認が必要であり、イギリスや日本の下院に付与されているような特定議院の優越はない。
大統領への助言と同意
大統領の権限のうち、下記のものは上院出席議員の2⁄3の賛成による助言と同意 (advice and consent) を要件とする。「助言」とはいうものの、実際には大統領による提案を受けてから、それぞれ担当の委員会に付託し、本会議の議決によって一括して「助言と同意」を与える形となる。
- 条約の批准：署名された条約の批准。批准に際して条文の解釈決議を行うことができ、また条約の条項を修正、若しくは批准に条件を付けることもできる。
- 大統領指名人事：大使・公使・領事、合衆国首席裁判官と陪席裁判官、連邦行政省庁の長官・副長官・次官等の官僚、佐官以上の将校などの人物。人事案件が付託される委員会はそれぞれの担当により異なる。

なお上院多数党と大統領が所属する政党が違う場合でも、大統領は概ね自らの政党の人物を政府高官に指名し、それに対して上院も党派を理由とする拒否は行っていない。
立法権
原則として上下両院の権限は平等である。また、予算（アメリカでは法律として扱われる）についても発議権以外については下院と同等の権限を有する。
その他の両院の権限が対等な事項
- 大統領による欠けた副大統領の後任指名は、憲法修正第25条の規定する上下両院のそれぞれ過半数による承認（confirmation）が要件であり、上院による助言と同意とは別のプロセスである。
- 憲法修正案の発議は、上下両院においてそれぞれ2⁄3多数での可決を経た両院合同決議によりなされる。

弾劾
大統領・副大統領その他の連邦公務員に対する弾劾裁判では、下院の単純過半数の賛成に基づく訴追を受けて上院が裁判し、上院出席議員の2⁄3多数の賛成により弾劾対象者を免職しうる。
副大統領選挙
大統領選挙の際、選挙人による副大統領選出選挙において、過半数を獲得した候補がいない場合は上位2名の候補の中から上院が副大統領を選出する。

## 議決手続き
本会議での採決では点呼投票（Roll call vote）が用いられる。名前を呼び出された際に賛否を表明するのが建前だが、点呼時に回答しなくても、最低15分間設けられる投票時間内であれば投票することができる。点呼中は議員同士が立ち話で交渉事を行う姿が見られる。
この他、議事手続省略に必要な全会一致決議のために発声投票が頻用される。
発言権利を得た議員がフィリバスターを宣言すると議事が止まる（宣言すれば実際に演説しなくてもよい）。フィリバスターを覆すには投票数の3/5（1975年以前は2/3）の賛成による決議が必要であるため、過半数が可決要件の議案であっても確実に可決するためには在籍議員数の3/5が必要となる。

## 役職
上院本会議の議事運営は、議院規則と慣例を機械的に適用するか、全会一致の決議によりそれらのルールの適用を省略するかのいずれかにより行われるため、下院とは対極的に議事主宰者の裁量権は極めて小さい。円滑な議事進行のためには全会一致決議が欠かせないため、少数派議員の発言権が大きい。
上院議長 (President of the Senate)
憲法の定める通り、副大統領が兼任し、可否同数の場合を除いては評決に加わる権利を有さない。議論への参加も、院内規則により禁じられている。1960年代までは副大統領が上院議長として日々の上院の会議を主宰するのが常であったが、現在では可否同数の場合に議長決裁票を投じるのを除いて日々の議事進行を行わないのが常である。ただし、上下両院合同本会議における共同議長を務め、そのうち大統領選挙の結果を認証する会議では議事を進行する。
上院仮議長 (President pro tempore of the Senate)
自身も上院に議席を持ち、副大統領に代わって議長職を司る “事実上の” 上院議長。副大統領、下院議長に次ぐ、大統領権限継承順位第3位の要職である。仮議長は上院議員の互選により選出されるが、多数党から当選回数が最も多い古参議員を選ぶことが慣例となっている。ただし、そうしたベテラン議員は重要な委員会の委員長ともなっていることが多く多忙で、また仮議長は実質的には栄誉職であり自らの裁量で職権を行使する機会は少ないため、実際には仮議長によって選ばれた者が上院仮議長代行として本会議の議事を進行し、仮議長が自ら議事の進行をすることはあまりない。
上院仮議長代行 (Acting President pro tempore)
上院本会議場の議長席で日常の議事進行を司る “実際の” 上院議長。多数党の上院議員の中から仮議長が指名するが、上院仮議長とは逆に新人議員を交代で仮議長代行に充てることが慣例となっている。通常は多数党から指名されるが、伯仲状態の場合は両党議員が交替で指名を受けることもある。仮議長代行は、さらに自らの代理を務める議員を指名することもできる。
上院多数党院内総務／上院少数党院内総務 (Senate Majority Leader / Senate Minority Leader)
それぞれの院内会派の議員総会で互選する。名実ともにリーダーとして上院の運営の取りまとめに当たり、また対外的に上院を代表する。議場で複数の議員が同時に発言を求めた場合、上院本会議では多数党院内総務、少数党院内総務、多数党議事進行係、…の優先順位で発言権が与えられる。そのため、最優先権のある多数党院内総務が議事進行に大きな影響力を持つ。
上院多数党院内幹事／上院少数党院内幹事 (Senate Majority Whip / Senate Minority Whip)
それぞれの院内会派の議員総会で互選。自会派の院内総務を補佐し、各議員に会派としての協調行動を促す。複数名の副幹事が幹事の補佐に当たる。

## 委員会
上院の審議は委員会を中心に行われる。委員会には、常設の常任委員会と、案件ごとに必要に応じて設けることが可能な特別委員会があり、各委員会の下には小委員会が設置されることもある。各委員会の委員は会期のはじめに上院の決議によって選任する。慣行では、多数党院内総務が提出する選任案を本会議で承認する形となる。本会議と異なり、委員長（chair）は自らの裁量によって委員会の議事運営を行うため、強い政治力を持つことになる。委員会は必要に応じて公聴会を開催し関係者を証人として召喚する権限を持つ。委員会は委員会付きの事務および政策調査スタッフを雇用する。スタッフの人選は、多数党に属する委員長と、少数党筆頭委員（ranking member；筆頭理事とも訳す）がそれぞれ独自に行う。
常任委員会 (Standing Committee)
本会議から付託された議案や、委員から提出された議案を審議する。審議後は採決を行い、結果を本会議に報告する。また連邦機関の活動を監視する。
特別委員会
上院の決議によって設置される委員会で、特別委員会 (Special Committee)、特別調査委員会 (Select Committee)、常設特別調査委員会 (Permanent Select Committee) がある。委員数、権限等は各決議によって定められている。
上下両院合同委員会 (Joint Committee)
上下両院の合同決議によって設置される委員会。上院議員と下院議員の委員数は同数で委員長職は上院議員と下院議員が交互に務める。委員数、権限等は各合同決議によって定められている。

## 先任順
アメリカの議会では議員間の先任順（Seniority）をルール化していることが多い。上院では多数党の最先任議員が仮議長となるほか、先任の議員から順に自分の所属委員会を選択することができる。また委員会内では、委員会所属期間に基づく独自の先任順がある。委員長や筆頭理事は互選であるが、慣例から多数党の最先任委員が委員長に、少数党の最先任委員が筆頭理事に選ばれることが多い。
本会議の議席は、先任議員ほど前列（演壇側）が割り当てられる。また控室に空きが生じた場合に移動する権利も先任順となる。
なお院内総務や院内幹事は先任順と関わりなく互選され、必ずしも院内総務が会派内の最先任議員とは限らない。
上院の先任順は基本的には在任期間の長さで決まる。一旦上院議員を退任して復帰した場合は復帰後の任期初日が在任期間の起点となる。在任期間の起点は任期の初日（補欠任命の場合は任命日）であり、就任宣誓の日ではない。
在任期間の同じ議員が複数いる場合は以前の公職経験期間で差をつける。すなわち、1. 上院議員（返り咲きの場合） 2. 副大統領 3. 下院議員 4. 閣僚 5. 州知事 の順に過去の在任期間を比較し（経験がない場合は期間を0とする）、差があれば先任順とする。3の下院議員在任期間が同一の場合は選出された下院選挙区の人口を比較して先任順とする。公職歴で差がつかない場合は選出州の人口順、補欠就任などの要因で選出州も同一であれば名前のアルファベット順で決める。

## 議席
第118議会
- 2023年1月3日から1月6日まで

    民主党 - 48
     無所属（民主党と統一会派） - 3
     共和党 - 49
- 1月7日から1月22日まで

    民主党 - 48 
     無所属（民主党と統一会派） - 3 
     共和党 - 48 
     欠員 - 1 
- 1月23日から9月29日まで

    民主党 - 48 
     無所属（民主党と統一会派） - 3 
     共和党 - 49
- 9月29日から10月2日まで

    民主党 - 47 
     無所属（民主党と統一会派） - 3 
     共和党 - 49 
     欠員 - 1 
- 10月3日から2024年5月31日まで

    民主党 - 48 
     無所属（民主党と統一会派） - 3 
     共和党 - 49
- 5月31日から8月20日まで

    民主党 - 47 
     無所属（民主党と統一会派） - 4 
     共和党 - 49
- 8月21日から9月8日まで

    民主党 - 46 
     無所属（民主党と統一会派） - 4 
     共和党 - 49 
     欠員 - 1 
- 9月9日から

    民主党 - 47 
     無所属（民主党と統一会派） - 4 
     共和党 - 49